# Isaac Roberts

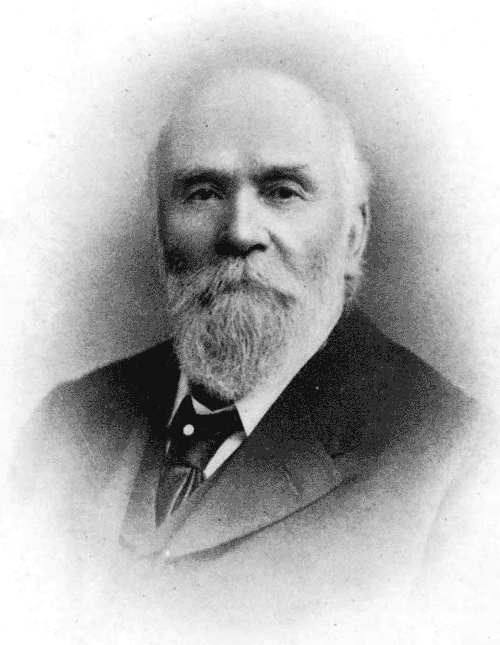
Isaac Roberts

Isaac Roberts (* 27. Januar 1829 in Groes, Denbighshire, Wales; † 17. Juli 1904 in Crowborough, Sussex, England) war ein walisischer Astronom, ein Pionier auf dem Gebiet der Fotografie von astronomischen Nebeln. Er war Mitglied der Liverpool Astronomical Society und der Royal Geological Society. Roberts wurde 1895 mit der Goldmedaille der Royal Astronomical Society geehrt.

## Leben
Roberts war das Kind von William Roberts, einem Bauern. Er wurde in Groes, Denbighshire, Wales geboren und verbrachte einen Teil seiner Kindheit hier, begab er sich doch bald nach Liverpool. Dort begann er 1844 seine Berufsausbildung bei John Johnson & Son, später Johnson & Robinson, einem Ingenieurbüro für Mechanik. 1847 wurde er Teilhaber. Neben seiner Arbeit besuchte er die Abendschule.  Nach dem Tod von Peter Robinson 1855 wurde Roberts Manager der Firma. Mit dem Tod des anderen Partners, John Johnson, wurde Roberts Geschäftsführer.  Er war sehr erfolgreich und erlangte den Ruf, einer der besten Ingenieure der Gegend zu sein.
Isaac Roberts heiratete 1875 seine erste Frau Ellen Anne.
1878 erwarb Roberts einen 7-Zoll-Refraktor. Das Fernrohr nutzte er in seinem Haus in Rocky Ferry, Birkenhead. 1883 begann er mit der Astrofotografie zu experimentieren. Er verwendete hierfür zunächst Porträtobjektive mit Durchmessern von bis zu 20 cm. Motiviert durch die Ergebnisse bestellte er ein 50-cm-Newton-Teleskop mit einem versilberten Glasspiegel und montierte die Fotoplatte direkt im Primärfokus, 2,50 m vom Spiegel entfernt. Zwei Jahre später errichtete er ein Observatorium hierfür.

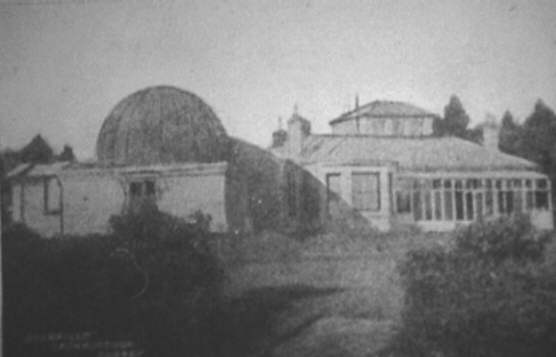
Isaac Roberts’ Observatorium und Haus in Crowborough, Sussex

Mit diesem Instrument gelangen ihm bedeutende Fortschritte auf dem jungen Gebiet der Astrofotografie, er hatte im folgenden Jahr 200 Aufnahmen von Sternen, des Orionnebels, der Andromeda-Galaxie und von den Plejaden angefertigt.
1901 heiratete Isaac Roberts die fast 30 Jahre jüngere US-amerikanische Astronomin Dorothea Klumpke, die sein Werk nach seinem Tod fortsetzte und 1929 einen Atlas seiner Nebel-Fotografien veröffentlichte.
Roberts starb 1904 plötzlich in Crowborough, Sussex, England im Alter von 75 Jahren.  Seine Asche wurde in Crowborough beigesetzt, fünf Jahre später nach Flaybrick Hill Cemetery, Birkenhead überführt. Roberts war ein Patriot seiner Heimat, Wales, und verwandte die walisische Sprache sein Leben lang.  Er vermachte einen beachtlichen Betrag der Cardiff University, der Bangor University, und der University of Liverpool. Auf seiner Grabinschrift steht:
„In memory of Isaac Roberts, Fellow of the Royal Society, one of England's pioneers in the domain of Celestial Photography. Born at Groes, near Denbigh, January 27, 1829, died at Starfield, Crowboro, Sussex, July 17, 1904, who spent his whole life in the search after Truth, and the endeavour to aid the happiness of others. Heaven is within us. This stone is erected in loving devotion by his widow Dorethea Roberts née Klumpke.“
Auf dem Granitmonument seines Grabs sind (neben ägyptischen Motiven) der Andromeda-Nebel und der kalifornische Nebel NGC 1499 eingraviert, die er beide fotografiert hatte.
Der Mondkrater Roberts ist nach ihm und Alexander William Roberts (1857–1938) benannt.

## Leistungen
Roberts konstruierte eine automatische Nachführung seines Teleskops, um die Erdrotation auszugleichen und längere Belichtungszeiten zu ermöglichen. Damit wurde es möglich, Objekte festzuhalten, deren Beobachtung wegen ihrer geringen Leuchtkraft bis dahin nicht möglich war. Seine Fotografien trugen auch zur Aufklärung der Struktur von Nebeln bei, insbesondere die Aufnahme des Andromedanebels vom 29. Dezember 1888. Neben seinem Werk über Sterne, Sternenhaufen und Nebel entwickelte er unter anderem auch eine Maschine, die er Stellar Pantograver nannte, mit der das Eingravieren von Sternenpositionen in Kupferplatten möglich war.
Eine Auswahl von Bildern aus Roberts Werk „A Selection of Photographs of Stars, Star-clusters and Nebulae“ gibt die folgende Galerie wieder:

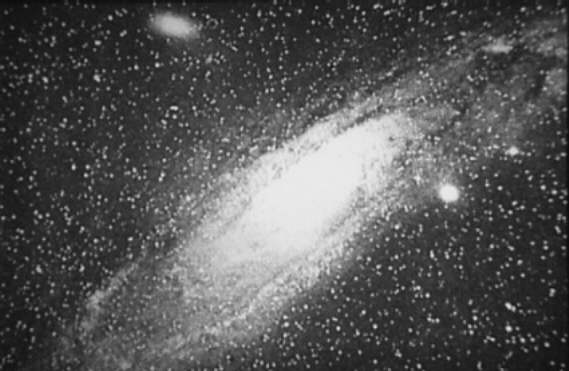
Andromedanebel
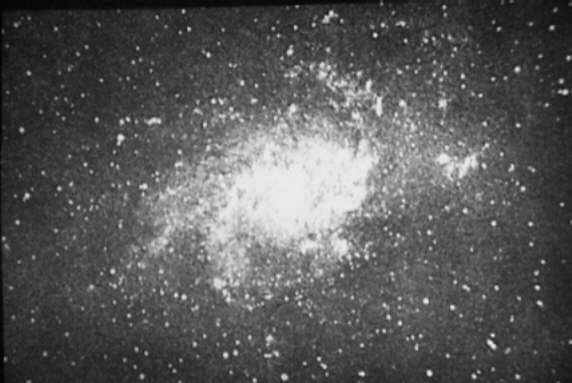
Dreiecksnebel
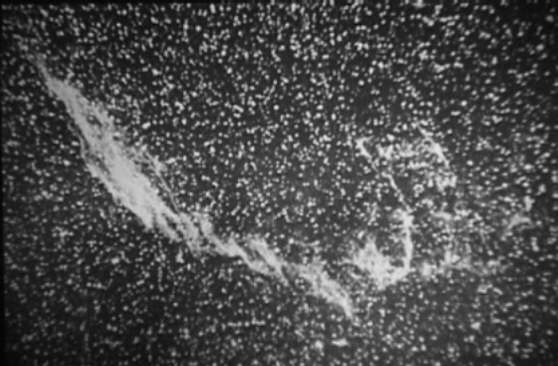
Cirrusnebel im Sternbild Schwan